# La disfatta dell'Erinni
La disfatta dell'Erinni è un film muto italiano del 1920 diretto da Eugenio Perego.